# Karlie Samuelson
Karlie Anne Samuelson (Fullerton, 10 maggio 1995) è una cestista statunitense naturalizzata britannica, professionista nella WNBA.
È la sorella di Katie Lou Samuelson.